# Prohydata ignita
Prohydata ignita là một loài bướm đêm trong họ Geometridae.